# Noel Hernández
Noel Hernández (Patillas, Puerto Rico; 3 de junio de 1945) es un músico puertorriqueño. Es uno de los precursores de la nueva canción en su tierra natal.

## Biografía
Nació el 3 de junio de 1945 en pueblo de Patillas. En 1960 forma parte del grupo de rock The Stenter, con tan solo 15 años. 
En sus años de estudiante se vincula ideológicamente con el independentismo y la canción protesta o nueva canción, siendo el pionero de este movimiento en Puerto Rico. 
Ya en la Escuela Superior Gabriela Mistral, dio muestras de su conciencia política de izquierda, y participó de los movimientos estudiantiles tempranos que abogaban por la independencia de Puerto Rico. Esto, además de su sensibilidad musical vanguardista, lo acercó a la llamada música de protesta, y pronto formaría parte de la llamada Nueva Canción.
Entre 1969 y 1970 viaja a Cuba y participa en varias actividades musicales. Ya de vuelta en su país, conoce a Roy Brown, uno de los más importantes exponentes de la Nueva Canción en Puerto Rico. En ese entonces, realiza sus primeras grabaciones para el sello Disco Libre: el clásico y ya agotado disco De Rebeldes a Revolucionarios, que contiene temas propios (Guerrillero, guerrillero, dedica al Che, y Cinco hermanos presos, que habla, entre otros, de los nacionalistas puertorriqueños dirigidos por Lolita Lebrón que irrumpieron a tiros en el Congreso de Estados Unidos en el 1954 para llamar la atención del mundo sobre la situación colonial de Puerto Rico.
Junto a otros jóvenes comprometidos con la política,  los momentos más álgidos de las protestas contra la Guerra de Vietnam, Noel funda el grupo Taoné, con el que trabaja por un periodo de 3 años.
En 1973 , vuelve a trabajar como solista y comienza una nueva faceta como actor de teatro, actividad que alternará con el quehacer musical.
Se presentó en 1976 en el encuentro "Una semana con mi pueblo" , efectuado en República Dominicana. También participado en eventos como el Festival Mundial de la Juventud y los Estudiantes celebrado en La Habana en 1978 y en la "II Jornada de Solidaridad con la Independencia de Puerto Rico" celebrada en 1979 en México. Así mismo ha realizado presentaciones culturales como "Música para un pueblo", actividad realizada en 1982 en Chicago junto a los Pleneros de la 23 Abajo.
Después de un prolongado silencio en su carrera, reapareció en 1999 con su disco "Aldea Global".